# Canó naval 120/50 Model 1926
El 120/50 Mod 1926 va ser un canó naval italià que va equipar molts vaixells de la Regia Marina des dels anys 30 fins a la Segona Guerra Mundial, des de corbetes fins a cuirassats.

## Història
El canó va ser desenvolupat a mitjans de la dècada del 1920 per Ansaldo com a arma principal per als destructors de la Regia Marina. Deriva del canó 120/50 Mod 1909, una versió amb llicència dels canons Armstrong i Vickers anglesos, que equipaven els cuirassats de la classe Dante Alighieri i Conte di Cavour i els exploradors Quarto i Marsala.
Ansaldo i Odero-Terni-Orlando (OTO) van construir diferents tipus de sistemes armats amb aquest canó que van equipar el cuirassat Conte di Cavour (després de la seva reconstrucció) com a armament secundari antitorpedes i diverses classes de destructors com a armament primari fins a la Segona Guerra Mundial. Després de la guerra, el canó es va continuar utilitzant fins a la dissolució d'aquestes unitats per part de la Marina italiana.
El canó es va instal·lar en dos sistemes bessons Mod 1926 a les canoneres de la classe Humaitá fetes per al Paraguai. Molt utilitzats durant la Guerra del Chaco l'any 1932 , encara estan en servei amb l'Armada del Paraguay, amb els seus 120/50 originals.

## Tècnica
El canó és d'acer i l'ànima té 36 línies a la dreta. L'obturador és de tancament lateral. En els sistemes bessons, les dues boques de foc s'instal·len en el mateix bressol, format per dues mànigues integrades entre si. Cada arma té dos frens de tret, situats a sota. El bressol, individual o doble, està muntat sobre un carro de plataforma, equipat amb blindatge o torreta completa . En els sistemes individuals les maniobres d'elevació i d'inclinació eren manuals, mentre que les instal·lacions bessones estaven equipades amb un sistema elèctric.
La munició estava separada, amb cartutx de bossa. El projectil 120/50 pesava aproximadament 23 kg i estava disponible en versions perforants (AP), explosius (HE), incendiàries i il·luminants.

### Implants
| Tipus de sistema          | Model             | Pes       | Elevació  | Classe de navili                                                        |
| Carro de plataforma doble | Ansaldo Mod. 1926 | 20 240 kg | -10°/+45° | Navigatori (3×2), Dardo (2×2), Folgore (2×2), Humaitá (2×2)             |
| Carro de plataforma doble | Ansaldo Mod. 1936 | 21 600 kg | -10°/+40° | Soldati I (2×2) i sèrie II (2×2)                                        |
| Carro de plataforma doble | Ansaldo Mod. 1937 | 21 600 kg | -10°/+42° | Soldati I (2×2) i sèrie II (2×2 o 1×2)                                  |
| Carro de plataforma doble | OTO Mod. 1931     | 17 650 kg | -7°/+33°  | Maestrale (2×2), Oriani (2×2)                                           |
| Carro de plataforma doble | OTO Mod. 1933     | 34 000 kg | -10°/+42° | Conte di Cavour (reconstruït) (6×2)                                     |
| Carro de plataforma doble | OTO Mod. 1936     | 22 800 kg | -10°/+35° | Maestrale (2×2), Oriani (2×2)                                           |
| Carro de plataforma única | Ansaldo Mod. 1940 | 12 000 kg | -10°/+45° | Soldati sèrie II (1×1 o 2×1), Carabiniere (de la Soldati sèrie I) (1×1) |